# Un marito in condominio
Pour plus de détails, voir Fiche technique et Distribution.
Un marito in condominio est une comédie italienne réalisée par Angelo Dorigo et sortie en 1963.

## Synopsis
L'oncle Enea est un vieil homme souffrant et proche de la mort. La famille Calcaterra espère qu'il mourra bientôt et laissera tout son héritage à son neveu Salvatore. Pourtant, il y a dans cet héritage une forte rupture idéologique puisque l'oncle Aeneas était un fasciste et Salvatore est un républicain.

## Fiche technique
- Titre italien : Un marito in condominio[1]
- Réalisateur : Angelo Dorigo
- Scénario : Marcello Coscia, Angelo Dorigo, Ottavio Jemma (it)
- Photographie : Aldo Greci
- Montage : Luigi Batzella, Carlo Giudici
- Musique : Marcello Gigante, Marcello Giombini
- Décors : 	Amedeo Mellone
- Société de production : Reeda Film
- Pays de production :  Italie
- Langue originale : italien
- Format : Noir et blanc - Son mono
- Durée : 90 minutes
- Genre : Comédie
- Dates de sortie :
  - Italie : 1963 (visa délivré le 6 mars 1963[1])

## Distribution
- Anna Maria Ferrero : Giuliana
- Jean Sorel : Renato Carcaterra
- Lilla Brignone : Esperia Carcaterra
- Gianrico Tedeschi : Ulisse
- Franca Parisi : Iole Pelagalli
- Lauro Gazzolo : Enea
- Gino Bramieri : Le comédien Mengoni
- Tino Scotti : Le commissaire Martino Martini
- Edoardo Nevola : Angelino
- Salvo Randone : Salvatore Carcaterra
- Elena Sedlak : Chanteuse
- Carol Carter : Danseuse
- Fanfulla :
- Attilio Tosato :
- Jula De Palma :
- Nico Fidenco :